# Supergirl XXX – An Axel Braun Parody
Supergirl XXX – An Axel Braun Parody ist eine US-amerikanische Porno-Parodie auf den Film Supergirl mit Carter Cruise in der Hauptrolle.

## Handlung
Metropolis steht vor seiner größten Bedrohung und Clark Kent hat vergessen, dass er Superman ist. Die Uhr tickt und es stellt sich die Frage ob Supergirl den bösen Brainiac besiegen kann. Nachdem sie eine Affäre mit Lex Luthor hatte kommt sie dem attraktiven Batman näher.

## Auszeichnungen & Nominierungen
- AVN Award 2017: Best Special Effects, sowie Nominierungen in 7 weiteren Kategorien
- XBIZ Awards 2017: Nominierungen in 8 Kategorien